# アクティビア・プロパティーズ投資法人
アクティビア・プロパティーズ投資法人（-とうしほうじん）は、東京都渋谷区にある投資法人。東証上場（J-REIT）。

## 概要
東急不動産ホールディングスグループがスポンサーであり、資産運用会社は東急不動産100%子会社の「東急不動産リート・マネジメント株式会社」である。
投資対象は商業施設及びオフィスであり、なかでも三大都市等の都市型商業施設と東京都心のオフィスへの重点投資を掲げている。

## 沿革
- 2011年9月7日 - 本投資法人の設立
- 2011年9月20日 - 投信法第189条に基づく登録（登録番号 関東財務局長 第73号）
- 2012年6月13日 - 東京証券取引所に上場

## ポートフォリオ
2020年11月30日現在で、物件数44物件、取得価格5,092億円である。
主な保有物件は以下の通り。
- 汐留ビルディング
- 東急プラザ表参道原宿
- 東急プラザ銀座（底地）
- 恵比寿プライムスクエア
- 神戸旧居留地25番館
- EDGE心斎橋
- 梅田ゲートタワー
- 大阪中之島ビル
- コマーシャルモール博多